# Atractylis humilis

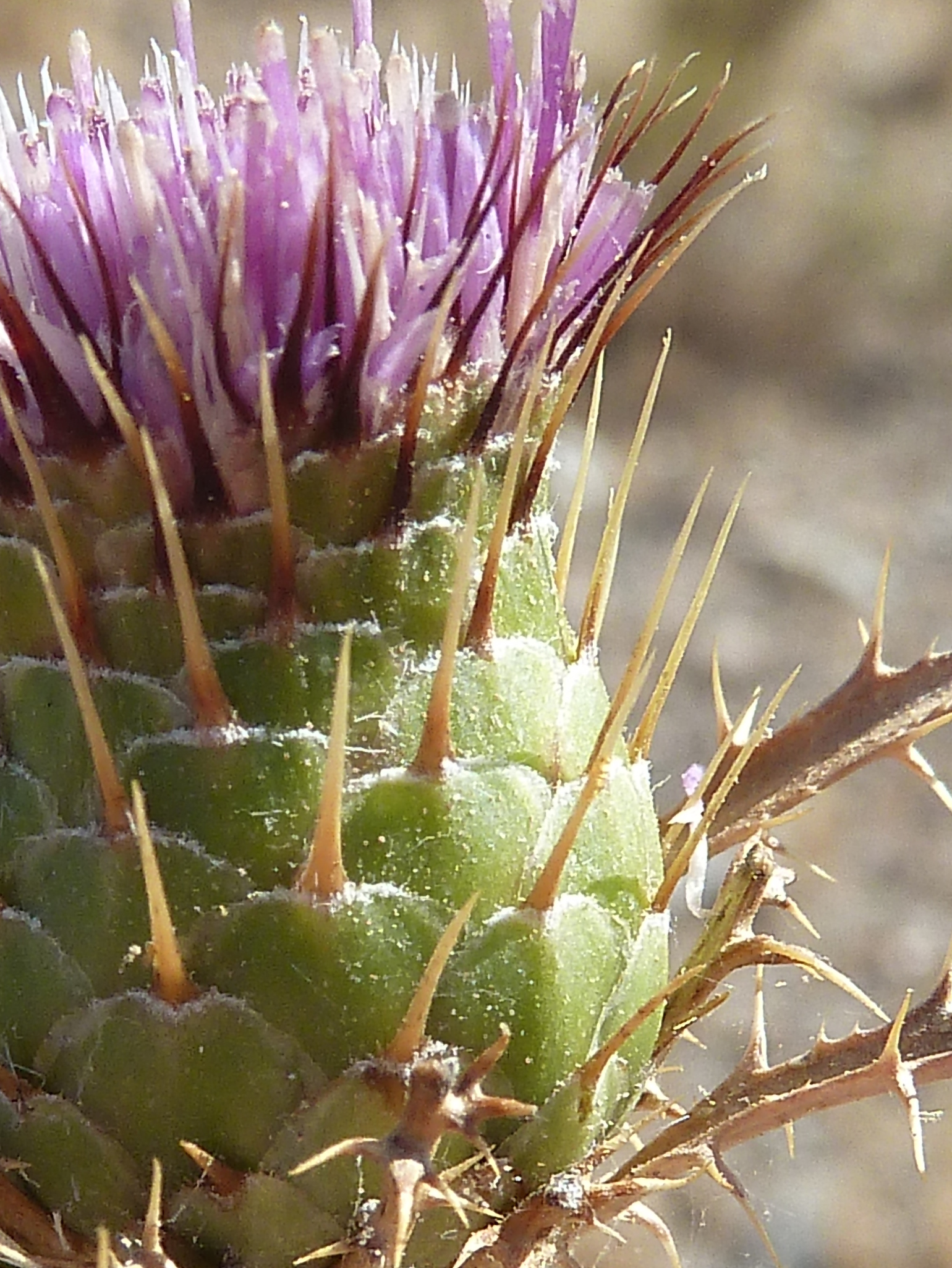
Capítulo en antesis: detalle de las brácteas involucrales apicalmente espinosas

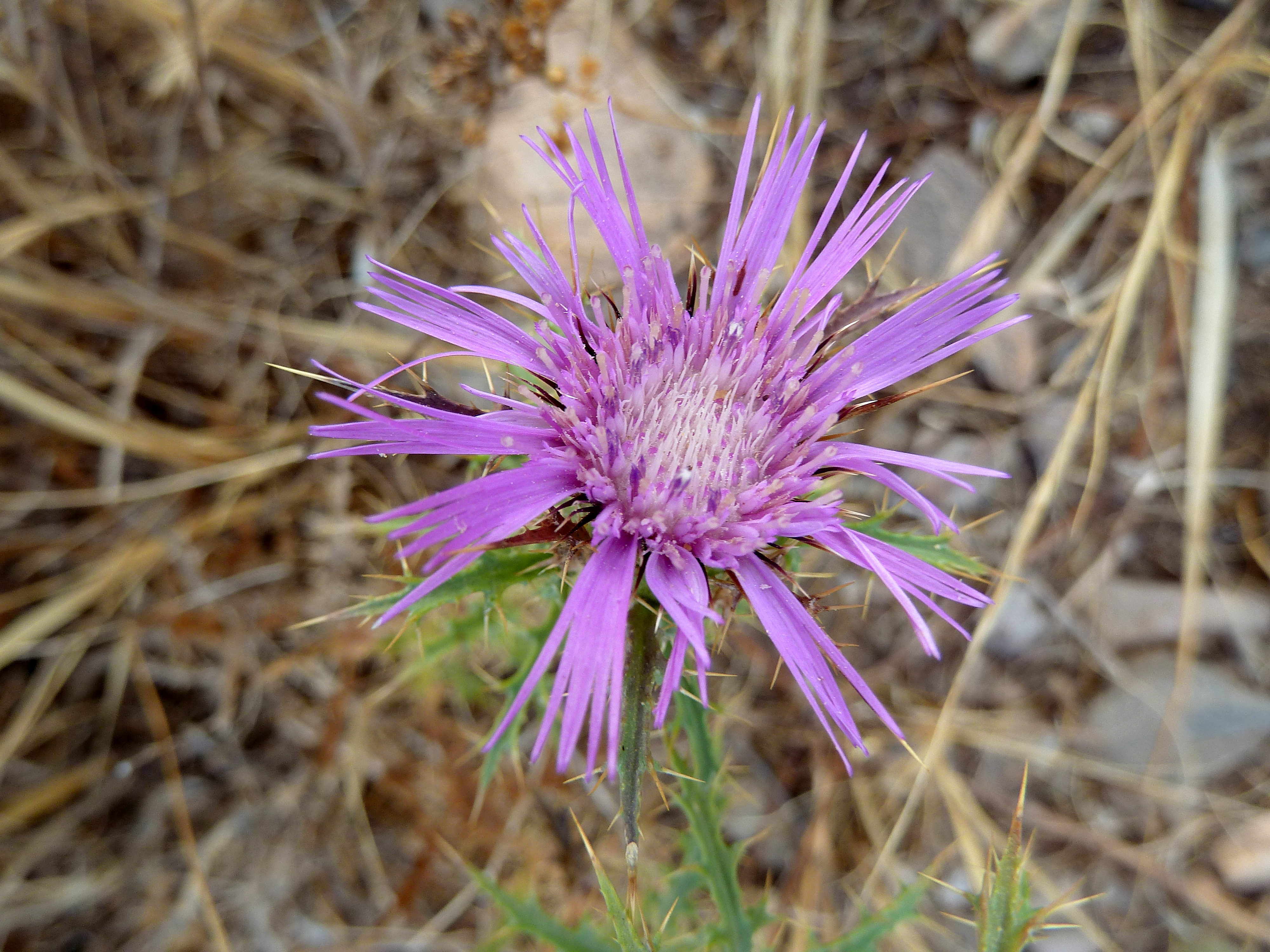
Capítulo en antesis: vista cenital; lígulas periféricas con limbo de la corola pentalobulada

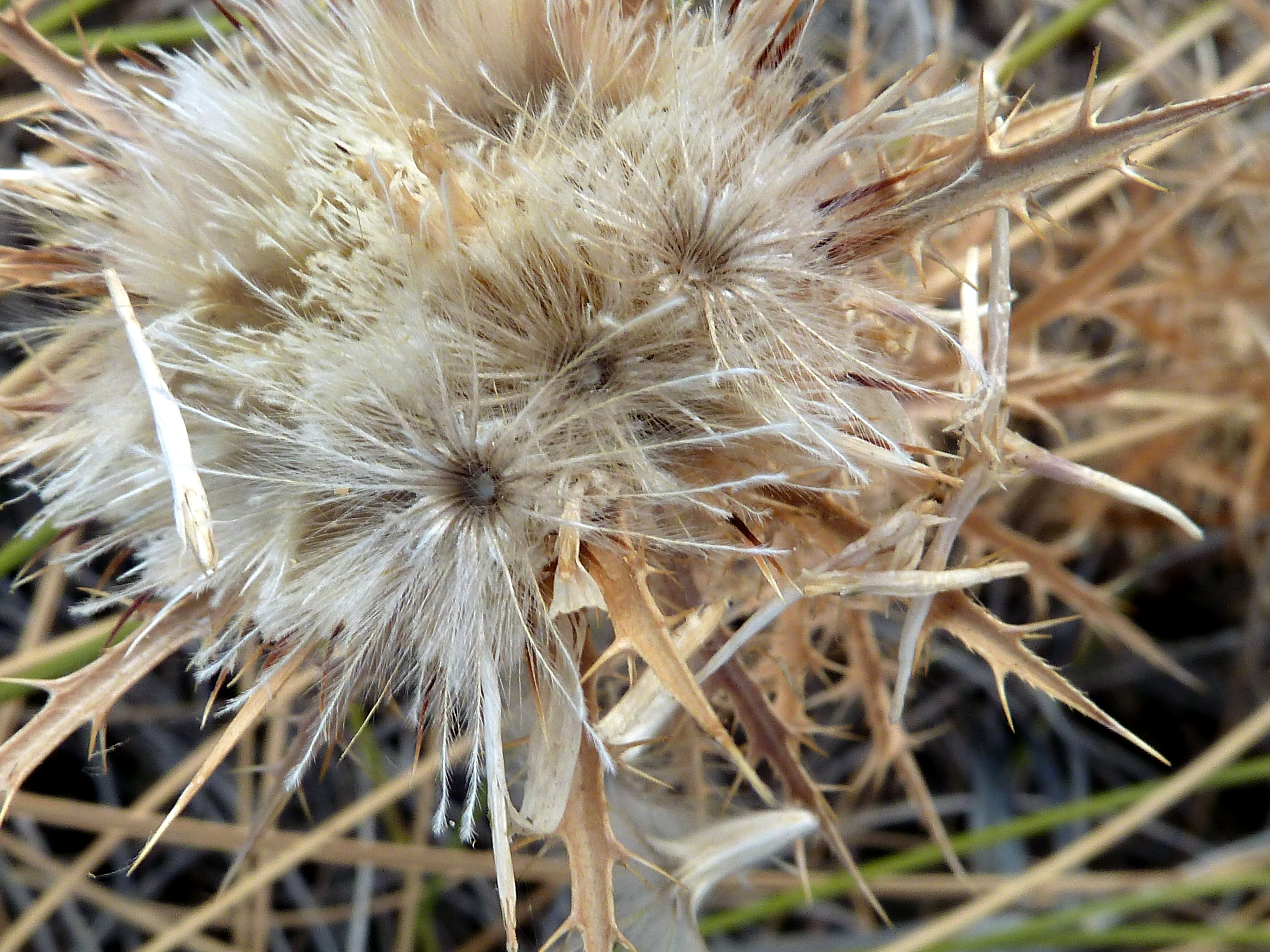
Cipsalas in situ

Atractylis humilis es una especie de planta herbácea del género Atractylis en la familia Asteraceae.

## Descripción
Es una planta herbácea perenne, con tallos de hasta 45 cm de altura, erectos, eventualmente algo ramificados en la parte superior, longitudinalmente e inconspicuamente acostillados, foliosos, glabrescentes o con denso indumento de pelos araneosos. Las hojas, de hasta 7 por 2 cm, son más o menos coriáceas, de haz glabrescente y envés densamente araneoso, sentadas o, a veces, las basales cortamente pecioladas, lineares u oblongo-lanceoladas, pinnatífidas o pectinado-pinnatipartidas, con 3-10 pares de lóbulos con espinas con haz glabrescente y envés densamente araneoso; las inferiores en roseta basal y las apicales formando un pseudoinvolucro de hojas involucrales 35-65 mm, similares a las anteriores, aunque a menudo más estrechas, arqueado-patentes y aplicadas en su base sobre el involucro. Los capítulos son terminales, solitarios y sentados, con un 
involucro de 2-2,5 por 1-4 cm, ovoide u ovoide-campanulado, de brácteas en 7-15 series, más largas desde fuera hacía adentro; las externas y medias ovadas u obovadas, obtusas, truncadas o levemente emarginadas en el ápice, algo coriáceas y con los márgenes escarioso, a veces algo tintadas de violáceo en su ápice, con una espina apical de hasta de 7,5 mm; las internas, lineares o linear-lanceoladas, con margen escarioso y espina apical de hasta 6 mm. El receptáculo está cubierto de páleas laceradas algo ciliadas en los márgenes. Soporta flores heteromorfas todas hermafroditas y funcionales: lígulas en la periferia y flósculos en el resto. Las flores liguladas son glabras, con el tubo blanquecino y el limbo, extendido/patente, violáceo, y apicalmente pentalobulado con lóbulos y senos desiguales, mientras la corola de los flósculos es de un solo color y con limbo pentalobulado. Las cipselas presentan cierta heteromorfia entre las de los flósculos y las de las lígulas, estas últimas de cuerpo algo menos robusto. Son todas densamente seríceas, de un color blanco níveo y con un nectario persistente inconspicuo en el centro de la placa apical. El vilano tiene unos 10-15 mm en ambos tipos, con una sola fila de 8-20 pelos en las lígulas y de 15-20 en los flósculos, en ambos casos plumosos, de color pardo en sus bases qu y blanco niveo en el resto, así como algo dilatados en el ápice donde los cilios son más cortos que en la base. Dichos pelos son libres entre sí y soldados en un anillo basal, más o menos alto; el conjunto es caedizo en bloque.

## Distribución y hábitat
Atractylis humilis es una especie endémica de la mitad oriental de la península ibérica (incluida Ibiza, Islas Baleares) y el sureste de Francia, aunque hay también unas cuantas citaciones puntuales en Marruecos y Argelia a altas altitudes (1600-2000 m). También, existen pliegos de herbario conservados de individuos de Argelia —el tipo de una variedad que, en realidad es de A. caespitosa Desf. non Viv.— y de Egipto. 
Crece en claros de bosques y matorrales, márgenes de caminos, cunetas, lugares pedregosos y áridos, preferentemente en suelos básicos, desde el nivel del mar hasta 1300 m de altitud (en España). Florece y fructifica de junio a octubre.

## Taxonomía
Atractylis humilis fue descrita por Carlos Linneo  y publicado en Species Plantarum, vol. 2, p. 829, 1753 El locus typicus son «las colinas de Madrid» (Hábitat Madritii in collibus).
Etimología
- Atractylis: del latín atractylis, -ĭdis, del vocablo griego ατραχτυλίς[6] que es derivado de άτραχτος, -άχτου, huso, empleado por Dioscorides y, luego, Plinio el Viejo (21, 53 y 21, 184) para nombrar una planta espinosa de flores amarillas en capítulos igualmente espinosos que usaban las mujeres para cardar y que corresponde muy probablemente a la especie Carthamus lanatus o Carthamus leucocaulos. El nombre genérico fue creado por Carlos Linneo - sin más explicaciones-   en 1737 para plantas sin relación alguna con las anteriormente aludidas y como sustituto del género Crocodilodes de Sébastien Vaillant, 1729. Fue validado posteriormente por el mismo Carlos Linneo en Species Plantarum, vol. 2, p. 829-830, 1753 y ampliada su descripción en Genera Plantarum, p. 360, 1754.[1]
- humilis: prestado del latín hǔmǐlis, -e, bajito, humilde, derivado de nǔmus, -i, tierra, suelo; de sentido evidente, por el pequeño tamaño de la especie.[6]

Sinonimia
- Atractylis gedeonii Sennen
- A.tractylis tutinii Franco
- Cirsellium humile (L.) Gaertn.
- Crocodilina humilis (L.) Bubani[7][1]

## Citología
Número de cromosomas:2n = 20.

## Nombres vernáculos
- Castellano: cardo, cardo heredero (4), cardo huso, cardo huso real.Los números entre paréntesis reflejan la frecuencia del uso del vocablo en España[8][1]